# Шейнюнай

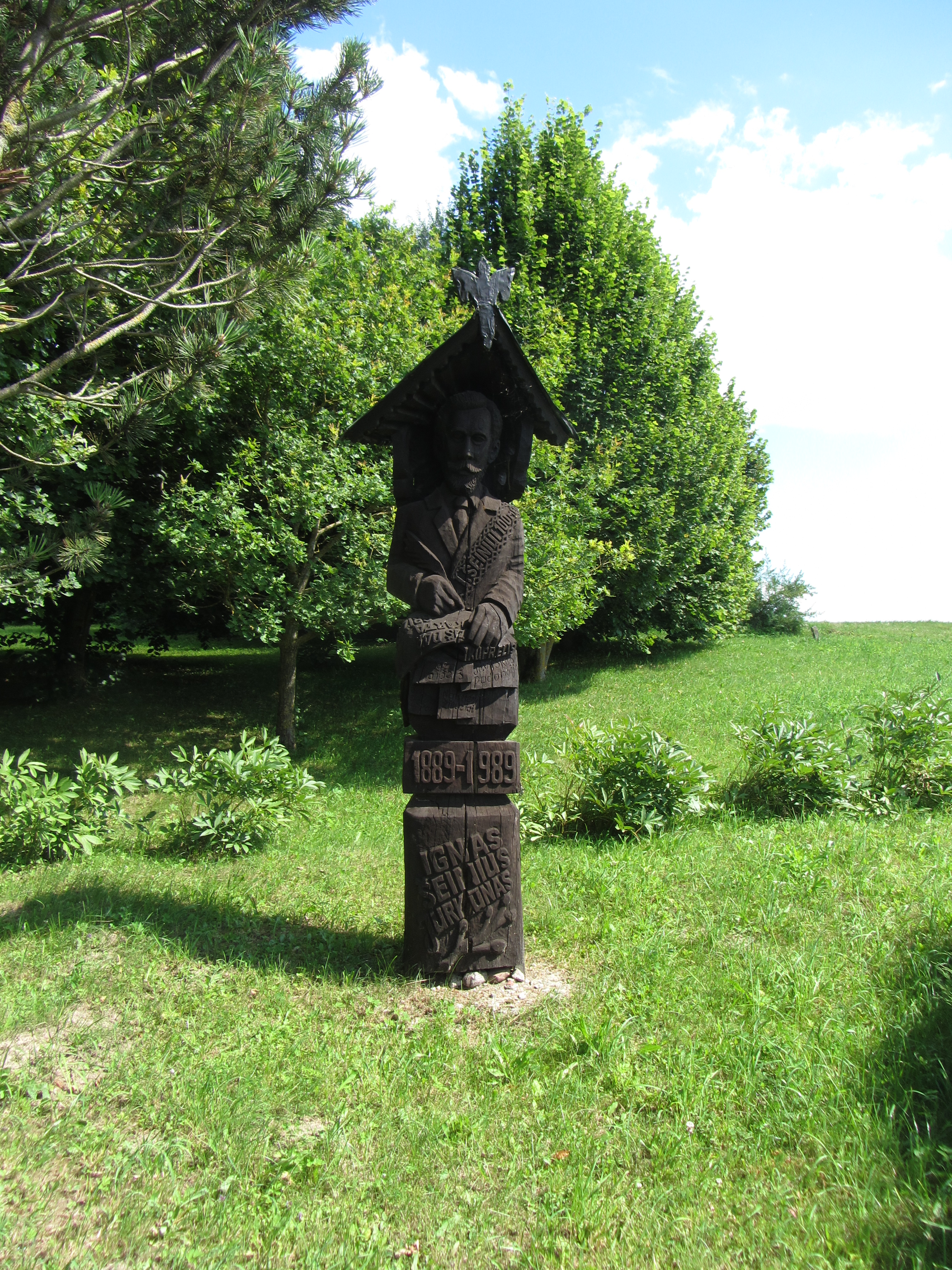
Крытый столп в честь Игнаса Шейнюса

Шейнюнай — село в Ширвинтском районном самоуправлении, на северном берегу озера Гельване, Литва.

## Население
| Год  | Численность населения |
| ---- | --------------------- |
| 1905 | 156                   |
| 1923 | 152                   |
| 1959 | 104                   |
| 1970 | 81                    |
| 1979 | 37                    |
| 1989 | 23                    |
| 2001 | 23                    |
| 2011 | 8                     |

## Известные люди
В селе родился писатель Игнас Юркунас (1889–1959), позже он взял себе псевдоним Игнас Шейнюс в честь родного села. В память о Шейнюсе здесь построен крытый столп по проекту народного художника Иполитоса Ужкурниса. 